# Carl Neumann
Carl Neumann (ur. 1860 w Mannheim, zm. 1934 w Heidelbergu) – niemiecki historyk kultury i sztuki, profesor w Getyndze, Kolonii i od 1911 w Heidelbergu. 
Napisał utwory: „Griechische Geschichtsschreiber und Geschichtsquellen im 12. Jh.” (1888), „Die Weltstellung des byzantinischen Reiches vor den Kreuzzügen” (1894), dzieła o Rembrancie (1902, 1906 i 1918), „Jac. Burckhardt. Deutschland und die Schweiz” (1919) i „Hans Thoma” (1925).